# Ghiacciaio Astronaut
Il ghiacciaio Astronaut è un ghiacciaio lungo circa 50 km situato nella parte nord-occidentale della Dipendenza di Ross, nell'Antartide orientale. Il ghiacciaio, il cui punto più alto si trova a circa 2200 m s.l.m., si trova nell'entroterra della costa di Borchgrevink, dove fluisce verso sud partendo dal versante meridionale del nevaio Evans, scorrendo tra il nevaio Hercules, a est, e il nevaio Half-ration, a ovest, fino ad arrivare in una valle tra il nunatak Navigator e l'altopiano Deception dove, unendosi con il ghiacciaio Cosmonaut dà inizio al ghiacciaio Aviator.

## Storia
Il ghiacciaio Astronaut (ossia "astronauta" in inglese) è stato così battezzato dai membri del reparto settentrionale della spedizione neozelandese di ricognizione geologica antartica svolta nel 1962-63, in associazione con il vicino ghiacciaio Aeronaut ("aeronauta").